# Дёринг, Феликс
Феликс Дёринг (нем. Felix Döring; род. 23 февраля 1993) — немецкий политик. Член Социал-демократической партии Германии. Депутат Бундестага XX созыва (с 2021 года).

## Биография
Феликс Дёринг родился 23 февраля 1993 года, вырос в городе Польхайме, там же учился в школе. После окончания обучения в средней школе Гиссен-Ост он сначала выполнял общественные работы в школе Мартина Бубера в Гиссене. После этого изучал физкультуру, политику и экономику на факультете преподавания в гимназии Гиссенского университета, который окончил в 2019 году. С 2010 по 2019 годы работал внештатным художником по костюмам. Затем трудился учителем в различных школах. С ноября 2020 года работал педагогом в общеобразовательной школе.
Дёринг женат и живет в Польхайме.

## Политическая карьера
В 2008 году Феликс вступил в СДПГ. С 2012 по 2014 годы он был представителем университетской группы Juso в Гиссене, а с 2013 по 2015 год был региональным координатором университетских групп Juso в Гессене. В 2016 году Дёринг был избран в городской парламент Гиссена. Там он стал председателем Комитета по делам школы, образования и культуры, а также заместителем председателя парламентской группы СДПГ. После избрания Франка-Тило Бехера лорд-мэром университетского городка Гиссен в начале 2022 года Дёринг стал председателем подрайона СДПГ Гиссен.
На федеральных выборах 2021 года Дёринг был выдвинут от СДПГ прямым кандидатом в избирательном округе Гиссен. В ходе выборов он смог победить, набрав 30,4% голосов избирателей и обойдя Хельге Брауна. В Федеральном парламенте Германии XX созыва Феликс Дёринг является полноправным членом Комитета по семейным делам и заместителем члена Комитета по образованию.